# Radio Ginen
Radio Ginen est une station de radio généraliste haïtienne basée à Delmas, dans la banlieue de Port-au-Prince. Elle diffuse en FM et en AM.
Elle fut créée en 1994. L'immeuble abritant Radio Télé Ginen s'est effondré lors du séisme de janvier 2010, obligeant les employés à s'installer dans la cour de l'Institution Saint-Louis de Gonzague, à Delmas.